# Canariphantes
Canariphantes is een geslacht van spinnen uit de familie hangmatspinnen (Linyphiidae).

## Soorten
De volgende soorten zijn bij het geslacht ingedeeld:
- Canariphantes alpicola (Wunderlich, 1992)
- Canariphantes atlassahariensis (Bosmans, 1991)
- Canariphantes homonymus (Denis, 1934)
- Canariphantes naili (Bosmans & Bouragba, 1992)
- Canariphantes nanus (Kulczyński, 1898)
- Canariphantes palmaensis (Wunderlich, 2011)
- Canariphantes zonatus (Simon, 1884)
  - Canariphantes zonatus lucifugus (Simon, 1929)